# Hugo Moyano
Hugo Antonio Moyano (La Plata, 9 de enero de 1944) es un sindicalista y dirigente deportivo argentino, expresidente del Club Atlético Independiente y ex-secretario general de la CGT de su país. También  es secretario general de su gremio, el Sindicato de Camioneros en la provincia de Buenos Aires.

## Biografía

### Comienzos
Radicado en Mar del Plata desde los primeros años de su infancia, está casado y es padre de 7 hijos. Actualmente vive en la ciudad de Buenos Aires.

### Actividad gremial
Moyano fue elegido por primera vez delegado gremial a la edad de 18 años, en 1962, en la empresa Verga Hermanos de transporte automotor. Así comienza a militar en forma activa en el Sindicato de Choferes de Camiones, en su Seccional Mar del Plata. Llegó hasta su órgano directivo, en donde ocupó los cargos de Vocal Titular y Secretario de Actas, y finalmente llegó a la Secretaría General en 1971. En esos años integró la Juventud Sindical Peronista, enfrentada Montoneros y las organizaciones que integraban la Tendencia Revolucionaria del peronismo.
Desde 1981, durante la dictadura militar autodenominada Proceso de Reorganización Nacional ejerció la secretaría general de la delegación marplatense de la Confederación General del Trabajo de la República Argentina. Al restaurarse el régimen democrático en el país en 1983 pasó a ser Secretario General del Partido Justicialista de Mar del Plata.
En 1984, luego de elecciones dentro del gremio pasa a ocupar el cargo de Secretario General Adjunto del Sindicato de Choferes de Camiones de Buenos Aires. En 1987 triunfa en las elecciones y accede a la Secretaría General con lista propia, siendo reelecto en 1991, 1995, 1999 y 2003.
Junto con Juan Manuel Palacios (transporte urbano automotor) y Alicia Castro (personal aeronáutico) formaron la Unión General de Trabajadores del Transporte, que fue el eje sobre el que se estableció su poder estratégico dio origen el Movimiento de los Trabajadores Argentinos (MTA), que enfrentó al menemismo y al neoliberalismo en la década de 1990.

### Partido Justicialista
En 1987 es electo diputado provincial de la provincia de Buenos Aires por el Partido Justicialista, cargo que ejerce hasta 1991. Siendo Vocal Titular de la Federación Nacional de Trabajadores Camioneros y Empleados del Transporte Automotor de cargas y Servicios, y por reestructuración de esta, ocupa la Secretaría General Adjunta: en 1992 es elegido Secretario General para el periodo 1992 - 1996 y recayendo sobre él la presidencia de la Obra Social de Conductores Camioneros por el mismo período.[cita requerida]
El 9 de abril de 1992, en un nuevo aniversario de «La Comunidad Organizada» del General Juan Domingo Perón, crea la Asociación Mutual de Trabajadores Camioneros «15 de Diciembre». Forma parte de la marcha federal con su Movimiento de Trabajadores Argentinos, en esa época Central disidente a la CGT oficialista. El 23 de agosto de 1997, en Santiago de Chile, es designado Secretario General de la Confederación de Camioneros del Mercosur. El 5 de noviembre de 1998 es electo Vicepresidente Mundial de la Sección de Transporte por Carretera y Presidente del Comité para América Latina y el Caribe de la ITF (Federación Internacional de los Trabajadores del Transporte) con sede en Londres.[cita requerida]

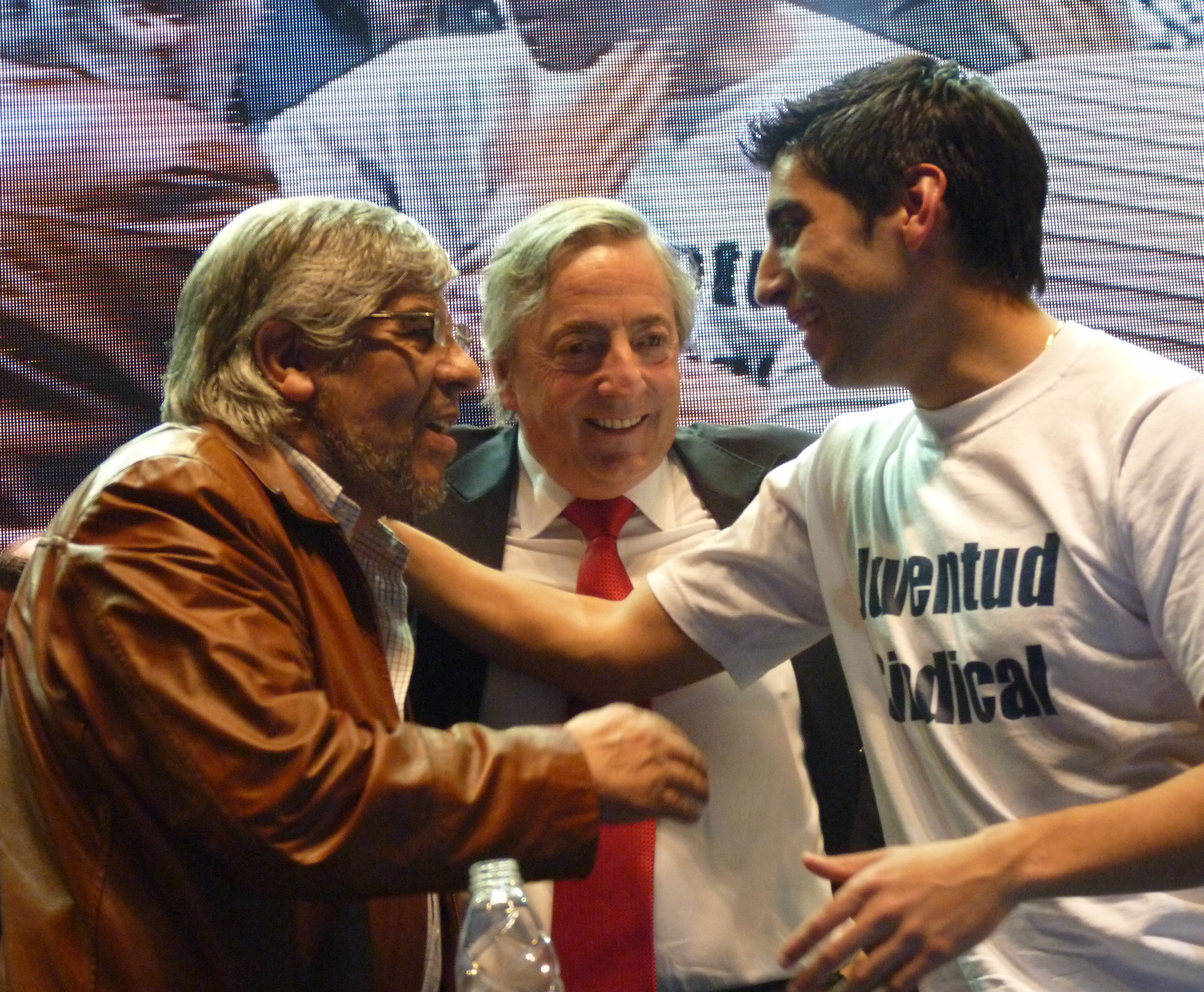
Hugo Moyano con el expresidente Néstor Kirchner y su hijo Facundo Moyano.

Durante el año 2003 el entonces presidente Néstor Kirchner le devuelve la personería jurídica a la Confederación Argentina de Trabajadores del Transporte, la cual le había sido retirada por el gobierno militar de 1978. Moyano asume el cargo de Secretario General el 23 de agosto.
El 14 de julio de 2004, el Congreso de la Confederación General del Trabajo que selló la unidad del movimiento obrero, eligió por unanimidad un nuevo Consejo Directivo y le dio el mandato de secretario general de la CGT, cargo que ocuparon reconocidos dirigentes sindicales argentinos como José Ignacio Rucci y Saúl Ubaldini.

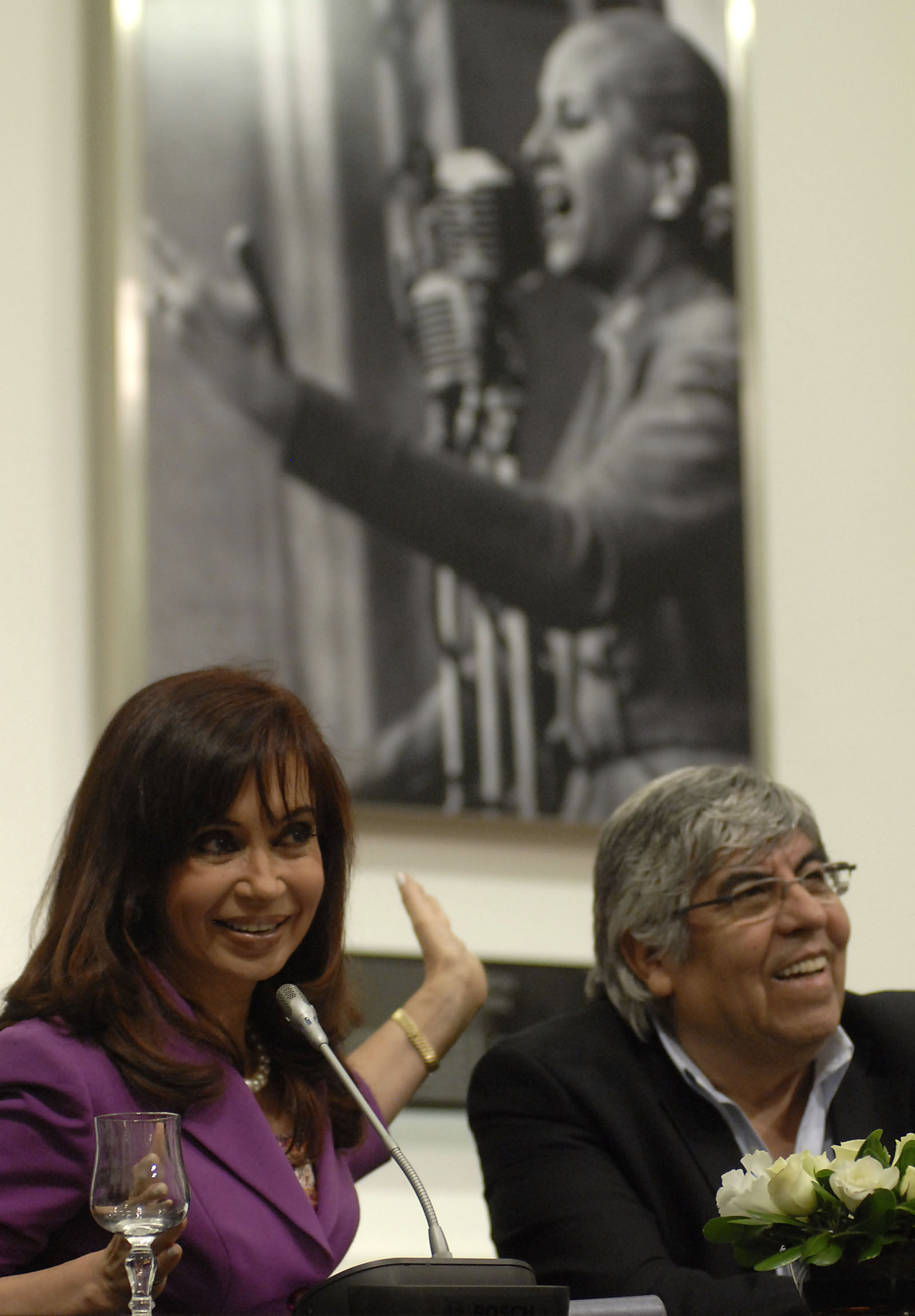
La expresidente Cristina Fernández de Kirchner y Hugo Moyano frente a una imagen de la ex primera dama Eva Perón.

En el año 2009 es designado vicepresidente del Partido Justicialista de la Provincia de Buenos Aires. El 25 de agosto de 2010, debido a la imposibilidad física y mental del presidente Alberto Balestrini debido al cáncer terminal del mismo, asume la presidencia del partido hasta tanto el titular del partido se reponga.
El 15 de diciembre de 2011 renuncia en un acto público a su cargo en la conducción del Partido Justicialista.

### Partido de la Cultura, la Educación y el Trabajo (PCEyT)
Desde 2013 Hugo Moyano es el referente a nivel nacional del partido político PCEyT, de ideología Peronista. El dirigente no descartó que podría ser candidato a Presidente.

### Fútbol
En 2008, Moyano fundó el Club Atlético Social y Deportivo Camioneros.[cita requerida]
El 6 de julio de 2014 ganó las elecciones para presidir el Club Atlético Independiente. Obtuvo el 69,44 % de los votos..[cita requerida]
Bajo su gestión se finalizaron las obras del estadio Libertadores de América, se remodeló  íntegramente el estadio cubierto Carlos S. Bottaro, se construyó el Centro de Alto rendimiento deportivo de Villa Domínico para entrenamientos de la Primera División, se remodeló la residencia de futbolistas juveniles de Villa Domínico  y se construyeron tres nuevas canchas para entrenamiento en dicho predio, con su correspondiente estación  de riego..[cita requerida] Durante su presidencia, Independiente se consagró campeón de la Copa Sudamericana 2017 y de la Copa Suruga Bank 2018. .[cita requerida]

Impulso en 1999 la presentación del proyecto de la oposición sobre la Reforma de la legislación laboral en la Argentina, en el año 2000 la presentación y aprobación del Proyecto de Ley de Prestaciones por Desempleo para los Trabajadores de la Construcción, y en ese mismo año la presentación del Proyecto de Ley para la modificación a la Ley de Riesgos del Trabajo

## Condena
En marzo de 2023 fue condenado por el Juzgado Federal de 1.º Instancia Civil, Comercial y Contencioso Administrativo de Quilmes porque por no haber realizado los aportes sindicales a los trabajadores  del Club Atlético Independientelos  aportes a la obra social del gremio (Ospedyc) y a la Unión de Trabajadores de Entidades Deportivas y Civiles (Utedyc)
durante su gestión como presidente del club.